# Flotylla Kaspijska

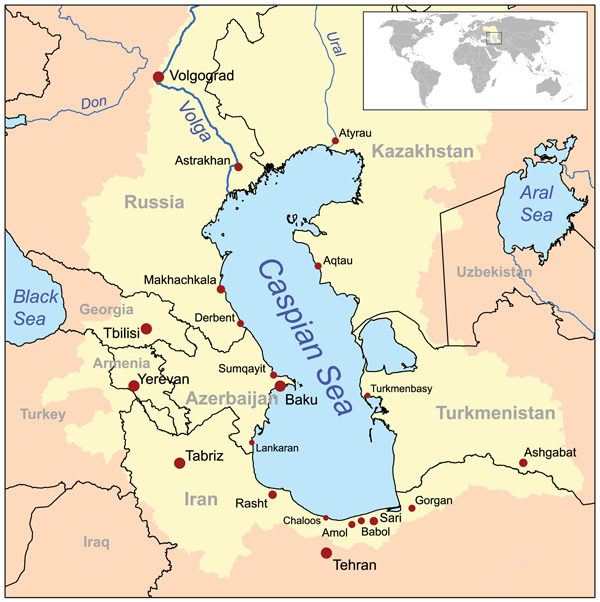
Morze Kaspijskie

Flotylla Kaspijska – najstarszy związek operacyjny (flotylla) obok Floty Bałtyckiej należący do rosyjskiej marynarki wojennej działający na Morzu Kaspijskim.

## Historia
Historia flotylli datuje się od listopada 1722 roku, kiedy to z postanowienia cara Piotra I została ona utworzona w Astrachaniu. Brała udział w ekspedycji perskiej w latach 1722–1723, współdziałała z wojskami lądowymi w zajęciu w 1796 Derbentu i Baku, brała udział w wojnie rosyjsko-irańskiej zakończonej gulistańską umową pokojową w 1813 roku. Od 1867 jej główną bazą było Baku. W miarę stabilizacji sytuacji w tym rejonie, siły flotylli były redukowane. W końcu XIX wieku flotylla miała tylko 2 kanonierki i kilka uzbrojonych parowców. Marynarze Flotylli Kaspijskiej uczestniczyli w wydarzeniach rewolucyjnych w Baku w latach 1903–1905.

### I wojna światowa
W czasie I wojny światowej flotylla nie brała większego udziału w działaniach wojennych. W 1917 roku marynarze flotylli brali udział w organizacji władzy radzieckiej. W celu współdziałania z Armią Czerwoną pomiędzy kwietniem a czerwcem 1918 roku w Astrachaniu została sformowana Flota Kraju Astrachańskiego, która została wzmocniona jesienią z Floty Bałtyckiej stawiaczami min i okrętami podwodnymi. W sierpniu 1918 roku flotylla została zajęta przez prawicowy rząd tzw. Centrokaspia. Po przejściu na stronę rewolucji 13 października 1918 została przemianowana na Flotyllę Astrachańsko-Kaspijską.
W lipcu 1919 roku po połączeniu z Flotyllą Wołżańską została przemianowana na Flotyllę Wołżańsko-Kaspijską. 1 maja 1920 okręty flotylli weszły do Baku i tym samym utworzona została Flota Kaspijska w składzie 3 krążowników pomocniczych, 10 niszczycieli, 4 okrętów podwodnych i okrętów pomocniczych. Jednocześnie z Flotą Kaspijską w Baku stacjonowała Czerwona Flota Sowieckiego Azerbejdżanu. Obie floty brały udział w 1920 roku w walce z wojskami białych. W czerwcu 1920 obie floty zostały połączone i przyjęły nazwę Sił Morskich Morza Kaspijskiego, przemianowane 27 czerwca 1931 we Flotyllę Kaspijską.

### II wojna światowa i zimna wojna
W II wojnie światowej w latach 1941–1945 Flotylla Kaspijska zabezpieczała transport wojsk, techniki i towarów. Miała szczególne zasługi w tych działaniach w latach 1942–1943, w czasie bitwy stalingradzkiej i bitwy o Kaukaz. W trakcie operacji "Y" desantem z morza zostało zajęte Bandar-e Pahlavi na wybrzeżu Morza Kaspijskiego. Doszło wówczas do pomyłkowego ostrzelania własnej piechoty przez radzieckie samoloty i okręty wojenne.
Pod osłoną flotylli alianci do końca wojny przetransportowali głównie do ZSRR ponad 5 mln ton materiałów wojennych w ramach Lend-Lease Act.
W skład w flotylli wchodziły w tym czasie kanonierki "Lenin", "Krasnyj Azerbejdżan" i inne mniejsze jednostki.
W 1945 roku Flotylla Kaspijska została odznaczona Orderem Czerwonego Sztandaru.
Podczas zimnej wojny Morze Kaspijskie było używane do testów ekranoplanów uzbrojonych w pociski.

### Po rozpadzie Związku Radzieckiego

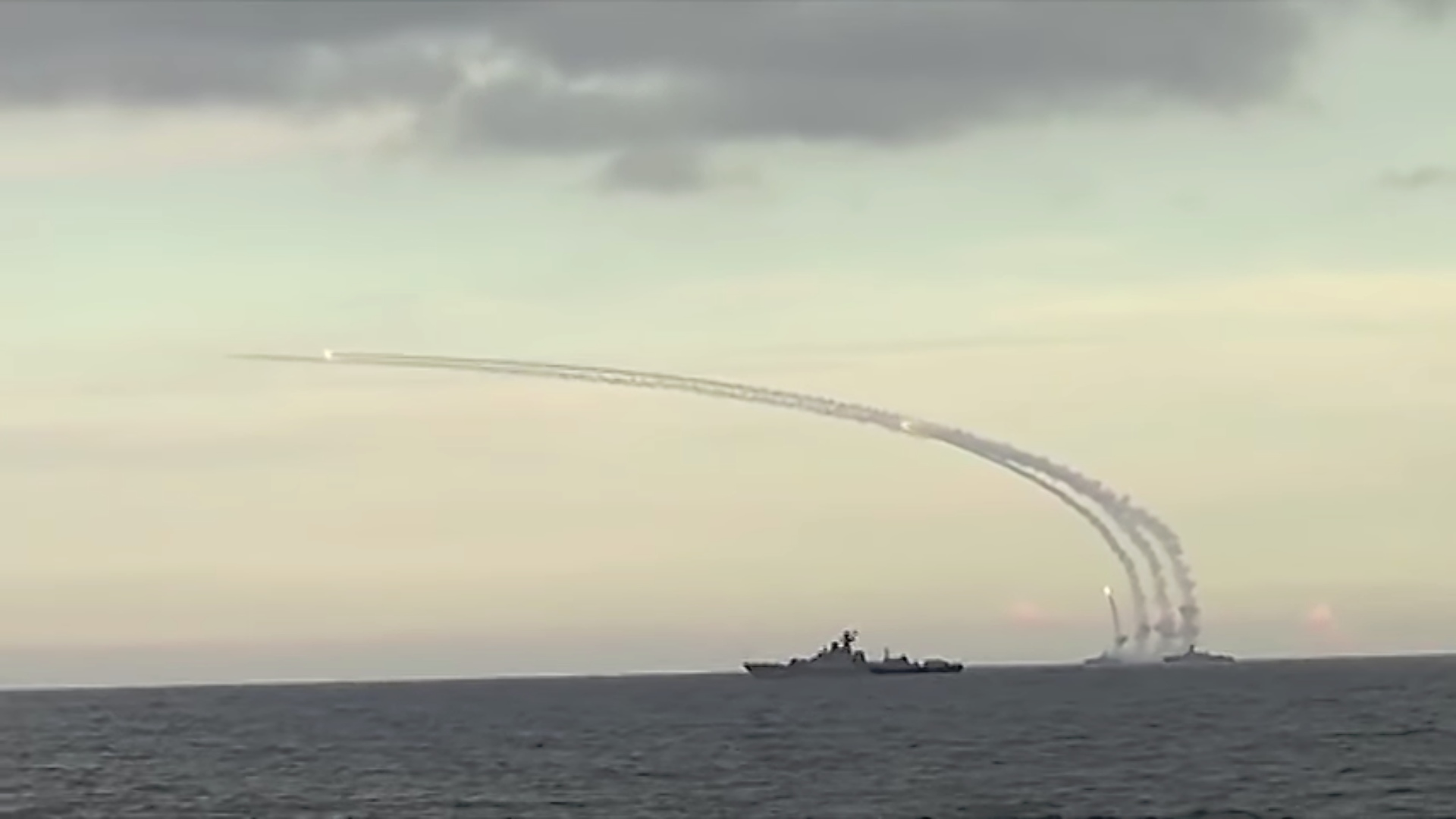
Start rakiet „Кalibr” z okrętów Flotylli

W 1991 potencjał sił bazowania morskiego flotylli utrzymywano w trzech bazach morskich: Baku, Astrachań i Machaczkała. W ramach Flotylli funkcjonowała też 11 Grupa Powietrzna z dwoma ekranoplanami „Orlenok” proj. 904 oraz „Luna” proj. 903. W wyniku rozpadu ZSRR dokonano podziału Floty Kaspijskiej. Około. 25% sił bazowania morskiego przekazano Azerbejdżanowi. Pozostałą część podzielono między Rosję, Kazachstan i Turkmenistan. Skutkiem podziału była także utrata przez Rosję bazy morskiej w Baku. W 1994 flotyllę wzmocniły trałowce bazowe z Floty Bałtyckiej i z Dunajskiej Brygady Okrętów. W skład flotylli włączono też pięć kutrów artyleryjskich proj. 1204 Trzmiel. W latach 2002–2006 w skład flotylli weszły fregata proj. 1166.1K Tatarstan oraz korweta artyleryjską proj. 1265 Astrachań. W składzie WB do 2008 utrzymano 847 brzegowy dywizjon artylerii rakietowej.

### Siły i środki Flotylli Kaspijskiej
W 2008
 Siły Bazowania Morskiego Flotylli Kaspijskiej
Struktura

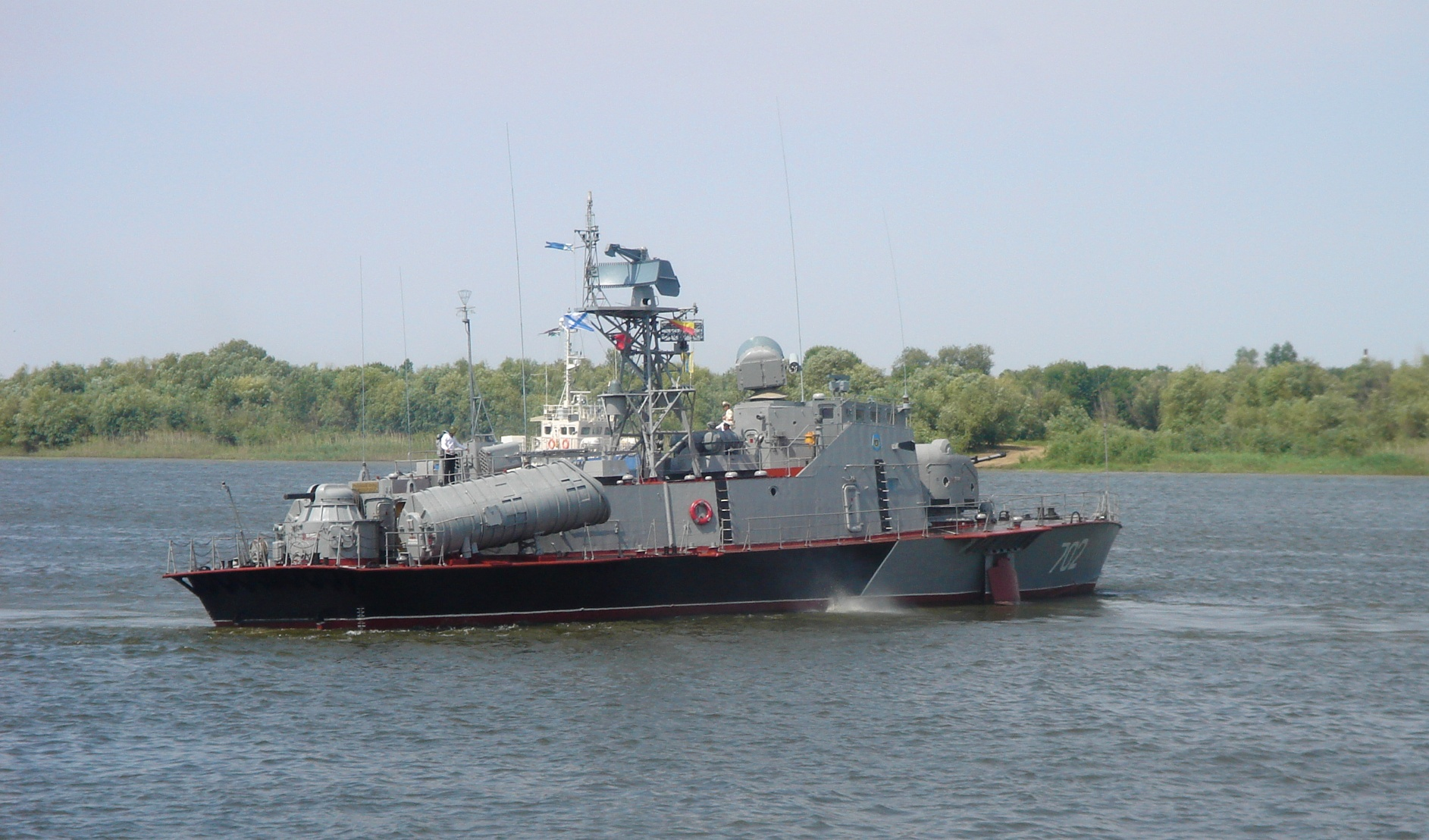
Kuter rakietowy

- 106 Brygada Okrętów Obrony Rejonu Wodnego
- 73 Brygada Okrętów Obrony Rejonu Wodnego
- samodzielny dywizjon okrętów wsparcia
- samodzielny dywizjon okrętów ratowniczych
- 556 samodzielny dywizjon okrętów hydrograficznych

Wojska brzegowe Flotylli Kaspijskiej:
- 77 Samodzielna Gwardyjska Moskiewsko-Czemiachowska Brygada Piechoty Morskiej
- 847 dywizjon rakiet artylerii brzegowej – Astrachań.
- 539 Węzeł Łączności –  Astrachań.
- 530 kompania WRE

Lotnictwo morskie Flotylli Kaspijskiej:
- samodzielna eskadra lotnictwa transportowego
- 11 samodzielna grupa powietrzna ekranoplanów

## Okręty
W 2025 roku Flotylla Kaspijska dysponowała:
- 2 Fregaty rakietowe projektu 1166.1K – „Tatarstan” i „Dagestan”
- 3 Korwety rakietowe projektu 21631 – „Grad Swijażsk”, „Uglicz” i „Wielkij Ustiug”
- 3 Korwety artyleryjskie projektu 21630 – „Karakuł”, „Wołgodońsk” i „Machaczkała”
- 1 Korweta rakietowa projektu 1241.1T – „Stupiniec”
- 2 Trałowce bazowe projektu 1265 –„Nieniecki Ugryumow” i „Mahomed Gadżjew”
- 1 Trałowiec redowy projektu 1258 – „RT-71”
- 2 Trałowce redowe projektu 10750 – „RT-233” i „RT-234”
- 2 Trałowce redowe projektu 697TB – „RT-59” i „RT-181”
- 4 Kutry desantowe projektu 1176 – „Aleksiej Suchanow”, „D-156”, „D-131” i „D-185”
- 1 Kuter desantowy projektu 21820 – „Ataman Płatow”
- 4 Kutry artyleryjskie projektu 1204 – „AK-223”, „AK-248”, „AK-201” i „AK-209”
- 1 Kuter patrolowy projektu 1400M – „AK-326”